# Прушковский повет
Прушковский повет (пол. Powiat pruszkowski) — повет (район) в Польше, входит как административная единица в Мазовецкое воеводство. Центр повета — город Прушкув. Занимает площадь 246,31 км². Население — 158 183 человека (на 2013 год).

## Административное деление
- города: Пястув, Прушкув, Брвинув
- городские гмины: Пястув, Прушкув
- городско-сельские гмины: Гмина Брвинув
- сельские гмины: Гмина Михаловице, Гмина Надажин, Гмина Рашин

## Демография
Население повета дано на 2013 год.
| Перепись            | Всего   | Мужчины | Женщины |
| ------------------- | ------- | ------- | ------- |
| Всего               | 158 183 | 75 174  | 83 009  |
| Городское население | 95 486  | 44 945  | 50 541  |
| Сельское население  | 62 697  | 30 229  | 32 468  |